# George Johnston
George Henry Johnston (n. 20 iulie 1912, Malvern, Victoria — d. 22 iulie 1970) a fost un romancier și jurnalist australian.
Johnston și-a abandonat cariera de jurnalist în 1954 și s-a mutat împreună cu a doua soție Charmian Clift pe insula Hydra.